# Elecciones presidenciales de Estados Unidos de 2008 en Nueva York
Las elecciones presidenciales de Estados Unidos de 2008 en Nueva York se llevaron a cabo el 4 de noviembre de 2008 y formó parte de las Elecciones presidenciales de Estados Unidos de 2008. Los votantes eligieron a 31 representantes o electores del Colegio Electoral, quienes votaron por presidente y vicepresidente.
Nueva York fue ganado por el candidato demócrata Barack Obama con un margen de victoria del 26,9 %. Obama llevó el 62,88 % de los votos sobre el 36,03 % de McCain. En ese momento, esta fue la mayor proporción de votos demócratas en el estado de Nueva York desde 1964, aunque Obama superaría su desempeño solo cuatro años después en 2012. Antes de la elección, las 17 organizaciones noticias consideraron que este era un estado que Obama ganaría, de otro modo, se consideraría como un estado seguro. Ubicada en el noreste, una región del país que tiene una gran tendencia hacia los demócratas, las elecciones en el Empire State están dominadas por la presencia del bastión del  liberal muy poblado, muy diverso, Nueva York donde los demócratas siempre son favorecidos para ganar. A pesar del hecho de que Hillary Rodham Clinton no recibió la nominación presidencial demócrata, no parecía haber sentimientos duros en el estado entre sus electores cuando el estado se inclinó aún más en la columna demócrata en 2008 los 31 votos electorales fueron a Barack Obama.
- Datos: Q7892962
- Multimedia: United States presidential election in New York, 2008 / Q7892962